# Fatima Aziz
Pour les articles homonymes, voir Aziz.
Fatima Aziz ou Fatema Aziz, née en 1973 à Kondoz et morte le 12 mars 2021, est une médecin et femme politique afghane, parlementaire à la Chambre du peuple de 2005 à 2021. Elle est une fervente défenseure de l'égalité des sexes.

## Biographie
Fatima Aziz est née en 1973 dans la province de Kondoz, en Afghanistan,.
En 1987, elle termine ses études secondaires au lycée Naswan à Kondoz. Elle obtient ensuite un baccalauréat en médecine de l'Université médicale de Kaboul en 1993.
Fatima Aziz travaille pendant 13 ans en périnatalogie dans les hôpitaux Wazir Akbar Khan et Malalai à Kaboul. Elle travaille également pour des organisations non gouvernementales et le Haut Commissariat aux réfugiés.
Fatima Aziz est mariée à un ingénieur. Ils ont deux filles et deux fils. Elle parle le dari, le pashto, l'anglais et l'ourdou.

### Députée à la Chambre du peuple
Au lendemain de la guerre d'Afghanistan de 2001, elle est élue députée indépendante à la Chambre du peuple, la Wolesi Jirga - Chambre basse du Parlement, représentant la province de Konduz. Elle fait partie de la loya jirga, grande assemblée, réunie d'urgence en 2002 dans le but de former un nouveau gouvernement,.
Elle est à nouveau élue en 2005, après une campagne où elle met l'accent sur les droits des femmes. Elle est vice-présidente du Comité des communications, des transports, de l'aménagement de la ville et des municipalités.
Fatima Aziz est réélue durant la Paix afghane Jirga 2010 (en) et fait alors partie des 69 femmes députées (sur un total de 249). Selon la constitution afghane hommes et femmes égaux, mais c'est loin d'être une réalité au quotidien. « Les arriérés sont encore importants dans le domaine de l'éducation, de l'emploi et aussi en politique. ». En 2012, devant la menace du retour des talibans et le départ des troupes étrangères, elle lance un appel « Lorsque les talibans étaient au pouvoir, je travaillais dans un hôpital. C'était dangereux pour les femmes d'être à l'extérieur. Je ne veux pas penser que cette époque va revenir. » et souligne que, en dépit des progrès, beaucoup reste à faire, notamment pour l'éducation des femmes. Aux députés européens, elle déclare  « Nous avons besoin d'un engagement ferme [de la communauté internationale] de surveiller la situation de près afin que le nouveau gouvernement inclue la participation des femmes au processus démocratique. ».
Elle est à nouveau réélue en 2018. Elle est une des premières femmes élues à l'Assemblée nationale après la chute des talibans,.
Ses prises de positions, sa lutte en faveur de l'égalité des sexes et ses critiques des membres du gouvernement afghan suscitent la controverse,,.
Lors de la bataille de Kondoz en 2015, elle fournit des informations aux médias internationaux avant de fuir la ville avec sa famille. Alors que la ville est occupée par les talibans, elle fait campagne pour sa libération à la fois en Afghanistan et à l'étranger et attire l'attention sur la situation humanitaire sur le terrain,,. Avec quelques autres parlementaires de la province, elle accuse le gouvernement de soutenir des groupes terroristes et les talibans et les commandements militaires de leur fournir des armes et de l'argent. « Tous les officiels de la province de Kondoz, y compris l'ANA (Armée nationale afghane), la police et les officiels du gouvernement local en coopération avec les membres du gouvernement central ont remis la ville aux talibans. »,.
En 2019, elle fait partie d'un comité de femmes auprès de la Loya Jirga censée définir un accord de paix. Elle appelle à des discussions entre talibans et le gouvernement de Kaboul "le plus tôt possible" et espère une interruption des combats « si les pourparlers de paix apportent des résultats positifs »,.

### Fin de vie
En 2020, après avoir été testée positive au Covid, Fatima Aziz publie une vidéo d'elle-même au lit avec un tube à oxygène afin de sensibiliser aux besoins de l'Afghanistan en équipements médicaux. Elle accuse la corruption du gouvernement d'être responsable de la pénurie de réservoirs d'oxygène dans son pays.
Elle décède le 12 mars 2021 en Suisse où elle est soignée pour un cancer,.